# Brzyszewo
Brzyszewo – wieś w Polsce położona w województwie kujawsko-pomorskim, w powiecie włocławskim, w gminie Chodecz.

## Części wsi
| SIMC    | Nazwa               | Rodzaj    |
| ------- | ------------------- | --------- |
| 0860576 | Biele               | część wsi |
| 0860582 | Brzyszewska Kolonia | część wsi |
| 0860599 | Kocia Dróżka        | część wsi |
| 1033680 | Koziny              | część wsi |
| 1033705 | Ku Litoborzu        | część wsi |
| 1033711 | Ku Wólce            | część wsi |
| 0860607 | Morzyce             | część wsi |
| 0860613 | Przyborowo          | część wsi |
| 0860620 | Topielak            | część wsi |
| 1033912 | Za Ogrodem          | część wsi |

## Historia
Brzyszewo kupione zostało w roku 1475 przez Andrzeja Kretkowskiego i dołączone do domeny chodeckiej. Do połowy XVIII w. folwark Brzyszewo pozostał w rękach Kretkowskich, następnie należał do rodzin: Szatkowskich, Przyborowskich, a od roku 1842 do rodziny Morzyckich.
W połowie XIX wieku stary drewniany dwór w Brzyszewie został zastąpiony murowanym piętrowym budynkiem w stylu włoskiego neorenesansu, otoczonym parkiem w stylu angielskim (współcześnie założenie dworskie zachowane jest szczątkowo).
W latach 1975–1998 miejscowość administracyjnie należała do województwa włocławskiego. Według Narodowego Spisu Powszechnego (III 2011 r.) liczyła 453 mieszkańców. Jest drugą co do wielkości miejscowością gminy Chodecz.